# Pinch-hitter
Een pinch-hitter is een sportterm die oorspronkelijk uit het honkbal stamt.

## Omschrijving
Het betreft hier een speler die aan het einde van een wedstrijd als breekijzer of supersub wordt ingezet om alsnog het gewenste resultaat te behalen. Vaak gaat het daarbij om wat oudere spelers die in hun jongere jaren op hoog niveau hebben gespeeld, maar inmiddels door hun leeftijd of een blessure geen hele wedstrijd meer op dat niveau aankunnen. Ze hebben vaak veel ervaring en spelinzicht en kunnen daardoor meestal goed een leidende of aansturende rol in het team vervullen.

## Honkbal
In deze sport is een pinch-hitter een reserve-slagman die wordt ingezet om een speler die niet goed staat te slaan te vervangen. Dit mag gebeuren tijdens de slagbeurt van de niet goed functionerende speler, maar deze mag daarna niet meer terugkeren in de wedstrijd. Ook wordt er aan het eind van de wedstrijd in de laatste inning vaak gebruikgemaakt van een pinchhitter als het belangrijk is om mensen op de honken binnen te slaan of dat ene beslissende punt te scoren. Indien dit de tweede helft van de inning betreft hoeft de speler het veld niet in en dat geeft de mogelijkheid om spelers in te zetten die enkel nog zeer goed kunnen slaan.

## Cricket
In het cricket wordt de term ook gebruikt, maar refereert daar aan een felle agressieve slagman die door de coach in de slagvolgorde wordt opgeschoven. Dit gebeurt in een stadium van de wedstrijd wanneer het belangrijker is om snel runs te scoren dan wickets te behouden.

## Voetbal
Het is met name in het voetbal niet zeldzaam dat een groot speler in de nadagen van zijn carrière bij een van de belangrijkste teams uit zijn loopbaan terugkeert om daar nog enkele seizoenen als pinch-hitter te spelen. Vaak zijn pinch-hitters ook erg populair bij het publiek, mede door hun jarenlange ervaring bij de club. Een pinch-hitter in het voetbal speelt slechts een beperkt aantal wedstrijden. Behalve de meerwaarde voor het publiek, is de recette ook een overweging om de speler op te stellen zolang hij zijn extra kwaliteiten kan vertonen.